# تاکنون بوسیده نشده (گلی)
"هرگز بوسیده نشده" (به انگلیسی: Never Been Kissed (Glee)) ششمین قسمت از فصل دوم سریال تلویزیونی آمریکایی گلی, و ۲۸مین قسمت آن در مجموع است. نویسنده آن برد فالجاک, و کارگردان آن بردلی بکر بوده است و در ۹ نوامبر ۲۰۱۰ از شبکه رسانه‌ای فاکس پخش شد. در این قسمت به اعضای کلوپ گلی محول می‌شود که یک مسابقه دختران علیه سران راه بیندازند. کرت هامل (کریس کولفر) در مدرسه توسط دیو کرافسکی (مکس آدلر) اذیت می‌شود و با همجنس‌گرای دیگری به نام بلین اندرسون (دارن کریس) که خواننده اصلی گروه رقیب است آشنا می‌شود. پاک (مارک سیلینگ) از دارالتادیب آزاد می‌شود و با آرتی آبرامز (کوین مک‌هیل) دوست می‌شود. همچنین شنون بیست (دات-ماری جونز) ناراحت می‌شود زمانی که می‌فهمد پسران در هنگام معاشقه جنسی وی را تصور می‌کنند تا عطش جنسی‌شان کاهش یابد.
این قسمت هم به موضوع قلدری علیه اقلیت‌های جنسی پرداخته بود. شش ترانه در این قسمت بازخوانی شدند که دوتا از ترانه‌ها به شکل مش‌آپ (تلفیق دو ترانه) بوده و چهار ترانه شدند و هر چهار ترانه در ۱۰۰ آهنگ داغ بیلبورد قرار گرفتند. نسخه بازخوانی دارن کریس از "رؤیای نوجوانی" بازخورد خوبی دریافت داشت و در جدول ترانه‌های بیلبورد به ترانه هشتم و در جدول ترانه‌ای دیجیتال به رتبه یک رسید. همچنین این ترانه رکورد فروش بیش از ۲۱۴٬۰۰۰ نسخه را میان ترانه‌های بازخوانی توسط گلی را دارد.
۱۰.۹۹ میلیون ببینده در آمریکا این قسمت را مشاهده کردند. همچنین این قسمت یکی از شش قسمتی بود که برای داوری در شصت و سومین دوره جایزه‌های امی برای برنامه‌های تلویزیونی سر شب از سریال گلی قرار گرفت. جونز نیز نامزدی بهترین بازیگر مکمل زن دریافت داشت.